# Zsuzsa Koncz

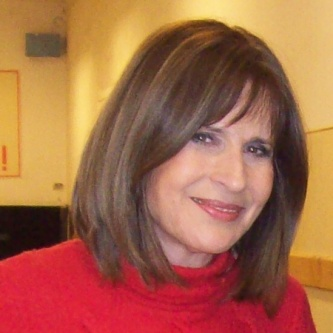
Zsuzsa Koncz (2011)

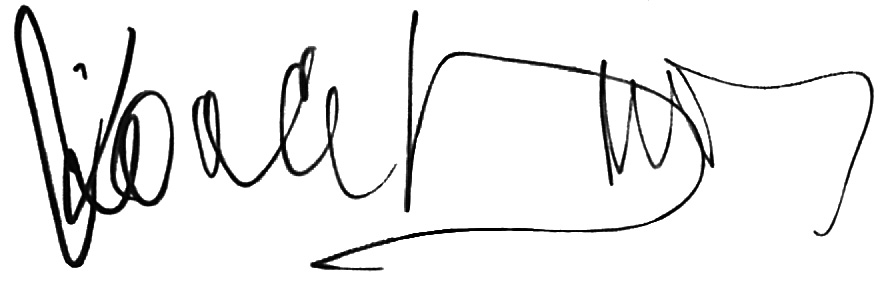
Unterschrift

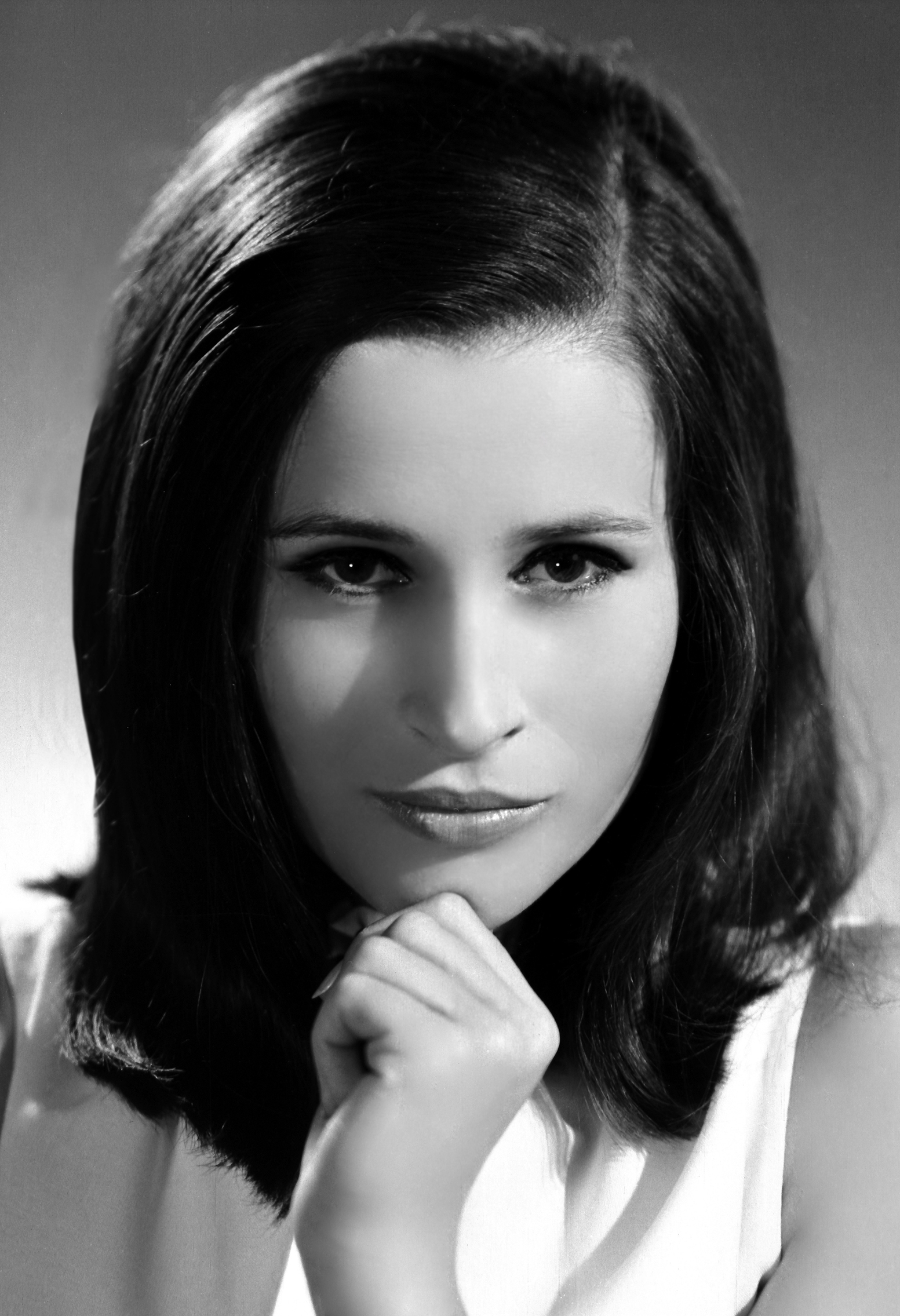
Zsuzsa Koncz

Zsuzsa Koncz (* 7. März 1946 in Pély) ist eine ungarische Chanson-, Schlager- und Popsängerin, die in den 1970er Jahren im deutschsprachigen Raum auch unter den Namen Shusha Koncz und Jana Koncz auftrat.

## Leben
Zsuzsa Koncz studierte nach dem Abitur Rechtswissenschaften (Magisterabschluss) und trat parallel dazu ab 1963 als Sängerin auf, zuerst mit der Gruppe Metro. Nach einer ersten Single 1966 gewann sie mehrere Schlagerwettbewerbe und konnte von ihren ersten fünf Langspielplatten über eine Million Exemplare verkaufen; die Kompositionen stammten meist von Mitgliedern der ungarischen Bands Fonográf und Illés.
Mit der Band Illés spielte Zsuzsa Koncz 1973 gemeinsam mit der Klaus Renft Combo den deutschsprachigen Soundtrack zu dem in der DDR gedrehten Jugend- und Musikfilm der DEFA Für die Liebe noch zu mager? ein.

## Diskografie
- Volt egyszer egy lány (1969)
- Szerelem (1970)
- Jana Koncz (Deutschland, 1970)
- Kis Virág (1971)
- Élünk és meghalunk (1972)
- Zsuzsa Koncz (DDR, 1972)
- Jelbeszéd (1973)
- Gyerekjátékok (1974)
- Kertész leszek (1975)
- Ne vágj ki minden fát! (1975)
- Koncz Zsuzsa IX (1976)
- Koncz Zsuzsa X (1977)
- Aranyalbum (Best Of, 1978)
- Valahol (1979)
- Ich komm und geh mit meinen Liedern (DDR, 1980)
- Menetrend (1981)
- Die lauten Jahre sind vorbei (DDR, 1982)
- Konczert (1984)
- Shusha Koncz Morgenlicht (Österreich, 1984)
- Újhold (1985)
- Fordul a világ (1988)
- Balladák (Best Of, 1988)
- Koncz Zsuzsa archív (Best Of, 1988)
- Verslemez III. (Gedichte, 1989)
- Illúzió nélkül (1991)
- Jubileumi koncert (1992)
- Ne veszítsd el a fejed (1993)
- Unplugged I-II. (1995)
- Válogatott kislemezek (Best Of, 1996)
- Miénk itt a tér (1996)
- Ég és Föld között (1997)
- Csodálatos világ (Duette, 1998)
- Miért hagytuk, hogy így legyen? (1999)
- Verslemez III. (2001)
- Wie sag ich’s Dir (Deutschland, 2003)
- József Attila verseit énekli Koncz Zsuzsa (2005)
- Egyszerű ez (2006)
- Die großen Erfolge (Deutschland, 2007)
- Ha én zászló volnék (2009)
- Koncz Zsuzsa 37 (2010)
- Valahol egy lány / Koncz Zsuzsa tíz legszebb dala (2013)
- Tündérország (2013)
- Vadvilág (2016)